# Ponte di Varolio
Il ponte di Varolio (detto anche semplicemente ponte) è una parte anatomica dell'encefalo, posizionata nel tronco encefalico cranialmente al bulbo e caudalmente al mesencefalo. Embriologicamente fa parte del metencefalo insieme al cervelletto, che si trova subito dorsalmente al ponte, dal quale è separato tramite la cavità del quarto ventricolo.

## Anatomia

### Struttura esterna
Il ponte è una struttura di forma bulbare posta superiormente al bulbo, da cui è separato dal solco bulbo-pontino, ed inferiormente al mesencefalo, da cui è diviso dal solco ponto-mesencefalico. È convesso in senso trasversale e poco convesso in senso longitudinale. Il suo peso, variabile in base alla mole del cervelletto, è in media pari a 18 g, è alto 27 mm e largo 38 mm. Il suo nome deriva dal fatto che i peduncoli cerebrali, continuandosi verso il basso, vengono ricoperti ventralmente da una massa di fibre nervose trasversali provenienti dal cervelletto che attraversano come un ponte la linea mediana.
La faccia superiore si trova subito al di sotto della sella turcica dell'osso sfenoide e il ponte è collocato in mezzo alle due rocche petrose. La faccia antero-ventrale presenta sulla sua superficie mediana una doccia verticale detta solco basilare dove in genere riposa l'arteria omonima; ai lati del solco vi sono due rilievi, i tori piramidali, che originano dalla corteccia e che in seguito si portano al ponte. Lateralmente al ponte si diramano i peduncoli cerebellari medi, grossi fasci di fibre mieliniche connessi con la sostanza bianca del cervelletto. Dall'angolo cerebello-pontino fuoriescono i nervi glossofaringeo, vestibolococleare e facciale, dalla parte intermedia del ponte emerge il nervo trigemino e dal solco bulbo-pontino il nervo abducente. La superficie posteriore del ponte è in rapporto con il cervelletto.

### Struttura interna
Per semplicità descrittiva si esaminerà il ponte a partire da due sezioni, una a circa metà altezza ed una nella porzione superiore vicina al confine con il mesencefalo.

#### Porzione media
In sezione trasversale la forma del ponte appare simile a quella di un romboide piuttosto irregolare. La porzione anteriore del ponte è costituita dal fascio corticospinale circondato dai nuclei pontini, che sono più numerosi qui rispetto alla porzione superiore del bulbo. Posteriormente ai nuclei pontini decorre il lemnisco mediale il cui asse maggiore non è più antero-posteriore ma medio-laterale. Dietro di esso decorre il fascicolo longitudinale mediale e lateralmente si trovano i fasci spinotalamico e spinoreticolare. Postero-lateralmente a questi fasci si trova il nucleo facciale; dal nucleo facciale si diparte un fascio di fibre che si porta dapprima postero-medialmente sino a raggiungere il margine anteriore del quarto ventricolo, poi piega antero-lateralmente circondando il nucleo abducente e fuoriesce antero-lateralmente dal ponte sotto forma di nervo facciale.
Il nucleo abducente è collocato postero-lateralmente al fascicolo longitudinale mediale; le sue fibre si portano anteriormente e medialmente a ciascun fascio corticospinale, uscendo anteriormente al ponte a livello del solco bulbo-pontino. Posteriormente ad esso si apre il quarto ventricolo che qui ha una forma approssimativamente ad "U", chiuso posteriormente dal velo midollare superiore che rappresenta il margine posteriore del ponte a questo livello. Postero-lateralmente al nucleo abducente si trovano nell'ordine il nucleo vestibolare mediale, il nucleo vestibolare laterale, il nucleo vestibolare superiore, il peduncolo cerebellare superiore e, a fianco del velo, i nuclei globoso ed emboliforme, che sono nuclei appartenenti al cervelletto. Lateralmente a queste strutture si trovano, a partire dalla più anteriore verso la più posteriore, il nucleo del tratto solitario e il tratto solitario, il peduncolo cerebellare inferiore ed il nucleo dentato, quest'ultimo è il più grande nucleo del cervelletto. Infine, gran parte della porzione laterale del ponte a questo livello è occupata dal voluminoso peduncolo cerebellare medio.

#### Porzione superiore
La porzione superiore del ponte in sezione è di forma assimilabile a quella della porzione media, tendenzialmente più arrotondata e allungata trasversalmente. La porzione anteriore è sempre costituita dal fascio corticospinale circondato dai nuclei pontini. Posteriormente ad essi decorre il lemnisco mediale e tra i due lemnischi mediali vi sono i nuclei del rafe. Dietro ai nuclei del rafe decorre il fascicolo longitudinale mediale, dietro al lemnisco mediale il tratto tegmentale centrale. Lateralmente al lemnisco mediale decorrono i fasci spinotalamico e spinoreticolare.
La porzione laterale del ponte a questo livello è quasi interamente occupata dal peduncolo cerebellare medio. Postero-lateralmente al lemnisco mediale si trovano i nuclei del nervo trigemino; antero-medialmente il nucleo motore del trigemino e antero-lateralmente il nucleo sensitivo del trigemino. Posteriormente ai due il nucleo mesencefalico del trigemino. Dai nuclei trigeminali si dipartono fibre che decorrono antero-lateralmente e formano il nervo trigemino. Accanto al nucleo mesencefalico del trigemino, un po' più medialmente e davanti al quarto ventricolo si trova il locus coeruleus, principale fonte di fibre noradrenergiche nel sistema nervoso. Posteriormente ai nuclei del trigemino si trova il peduncolo cerebellare superiore e dietro questo il nucleo parabrachiale laterale, medialmente il nucleo parabrachiale mediale. Il quarto ventricolo a questo livello si restringe ed ha una forma trapezoidale.